# أليكس (لاعب كرة قدم مواليد مايو 1990)
أليكس هو لاعب كرة قدم برازيلي في مركز الهجوم، ولد في 19 مايو 1990 في Oeiras, Piauí ‏ في البرازيل. لعب مع نادي غريميو بارويري.